# National Basketball Association 2018-2019
La stagione della National Basketball Association 2018-2019 è stata la 73ª edizione del campionato NBA.

## Squadre partecipanti
- Atlanta Hawks
- Boston Celtics
- Brooklyn Nets
- Charlotte Hornets
- Chicago Bulls
- Cleveland Cavaliers
- Dallas Mavericks
- Denver Nuggets
- Detroit Pistons
- Golden State Warriors

- Houston Rockets
- Indiana Pacers
- Los Angeles Clippers
- Los Angeles Lakers
- Memphis Grizzlies
- Miami Heat
- Milwaukee Bucks
- Minnesota Timberwolves
- New Orleans Pelicans
- New York Knicks

- Oklahoma City Thunder
- Orlando Magic
- Philadelphia 76ers
- Phoenix Suns
- Portland Trail Blazers
- Sacramento Kings
- San Antonio Spurs
- Toronto Raptors
- Utah Jazz
- Washington Wizards

## Classifiche

### Division

#### Western Conference
Northwest Division
| Northwest Division      | Northwest Division | Northwest Division | Northwest Division | Northwest Division | Northwest Division | Northwest Division | Northwest Division | Northwest Division |
| Squadra                 | V                  | S                  | V%                 | PR                 | Casa               | Trasf              | Div                | PG                 |
| ----------------------- | ------------------ | ------------------ | ------------------ | ------------------ | ------------------ | ------------------ | ------------------ | ------------------ |
| y – Denver Nuggets      | 54                 | 28                 | .659               | 3,0                | 34–7               | 20–21              | 11–4               | 82                 |
| x – Portland T. Blazers | 53                 | 29                 | .646               | 4,0                | 32–9               | 21–20              | 6–10               | 82                 |
| x – Utah Jazz           | 50                 | 32                 | .610               | 7,0                | 29–12              | 21–20              | 8–8                | 82                 |
| x – Oklahoma Thunder    | 49                 | 33                 | .598               | 8,0                | 27–14              | 22–19              | 9–7                | 82                 |
| Minnesota T'wolves      | 36                 | 46                 | .439               | 21,0               | 25–16              | 11–30              | 5–10               | 82                 |

#### Eastern Conference
Atlantic Division
| Atlantic Division      | Atlantic Division | Atlantic Division | Atlantic Division | Atlantic Division | Atlantic Division | Atlantic Division | Atlantic Division | Atlantic Division |
| Squadra                | V                 | S                 | V%                | PR                | Casa              | Trasf             | Div               | PG                |
| ---------------------- | ----------------- | ----------------- | ----------------- | ----------------- | ----------------- | ----------------- | ----------------- | ----------------- |
| y – Toronto Raptors    | 58                | 24                | .707              | 2,0               | 32–9              | 26–15             | 12–4              | 82                |
| x – Philadelphia 76ers | 51                | 31                | .622              | 9,0               | 31–10             | 20–21             | 8–8               | 82                |
| x – Boston Celtics     | 49                | 33                | .598              | 11,0              | 28–13             | 21–20             | 10–6              | 82                |
| x – Brooklyn Nets      | 42                | 40                | .512              | 18,0              | 23–18             | 19–22             | 8–8               | 82                |
| N.Y. Knicks            | 17                | 65                | .207              | 43,0              | 9–32              | 8–33              | 2–14              | 82                |

Pacific Division
| Pacific Division  | V  | S  | V%   | PR   | Casa  | Trasf | Div  | PG |
| ----------------- | -- | -- | ---- | ---- | ----- | ----- | ---- | -- |
| c – G.S. Warriors | 57 | 25 | .695 | 0,0  | 30-11 | 27-14 | 13-3 | 82 |
| x – L.A. Clippers | 48 | 34 | .585 | 9,0  | 26-15 | 22-19 | 11-5 | 82 |
| Sacramento Kings  | 39 | 43 | .476 | 18,0 | 24-17 | 15-26 | 4-12 | 82 |
| L.A. Lakers       | 37 | 45 | .451 | 20,0 | 22-19 | 15-26 | 9-7  | 82 |
| Phoenix Suns      | 19 | 63 | .232 | 38,0 | 12-29 | 7-34  | 3-13 | 82 |

Central Division
| Central Division    | Central Division | Central Division | Central Division | Central Division | Central Division | Central Division | Central Division | Central Division |
| Squadra             | V                | S                | V%               | PR               | Casa             | Trasf            | Div              | PG               |
| ------------------- | ---------------- | ---------------- | ---------------- | ---------------- | ---------------- | ---------------- | ---------------- | ---------------- |
| z – Milwaukee Bucks | 60               | 22               | .732             | 0,0              | 33–8             | 27–14            | 14–2             | 82               |
| x – Indiana Pacers  | 48               | 34               | .585             | 12,0             | 29–12            | 19–22            | 11–5             | 82               |
| x – Detroit Pistons | 41               | 41               | .500             | 19,0             | 26–15            | 15–26            | 8–8              | 82               |
| Chicago Bulls       | 22               | 60               | .268             | 38,0             | 9–32             | 13–28            | 3–13             | 82               |
| Cleveland Cavaliers | 19               | 63               | .232             | 41,0             | 13–28            | 6–35             | 4–12             | 82               |

Southwest Division
| Southwest Division    | Southwest Division | Southwest Division | Southwest Division | Southwest Division | Southwest Division | Southwest Division | Southwest Division | Southwest Division |
| Squadra               | V                  | S                  | V%                 | PR                 | Casa               | Trasf              | Div                | PG                 |
| --------------------- | ------------------ | ------------------ | ------------------ | ------------------ | ------------------ | ------------------ | ------------------ | ------------------ |
| y – Houston Rockets   | 53                 | 29                 | .646               | 4,0                | 31–10              | 22–19              | 10–6               | 82                 |
| x – San Antonio Spurs | 48                 | 34                 | .585               | 9,0                | 32–9               | 16–25              | 10–6               | 82                 |
| Memphis Grizzlies     | 33                 | 49                 | .402               | 24,0               | 21–20              | 12–29              | 8–8                | 82                 |
| N.O. Pelicans         | 33                 | 49                 | .402               | 24,0               | 19–22              | 14–27              | 8–8                | 82                 |
| Dallas Mavericks      | 33                 | 49                 | .402               | 24,0               | 24–17              | 9–32               | 3–13               | 82                 |

Southeast Division
| Southeast Division | Southeast Division | Southeast Division | Southeast Division | Southeast Division | Southeast Division | Southeast Division | Southeast Division | Southeast Division |
| Squadra            | V                  | S                  | V%                 | PR                 | Casa               | Trasf              | Div                | PG                 |
| ------------------ | ------------------ | ------------------ | ------------------ | ------------------ | ------------------ | ------------------ | ------------------ | ------------------ |
| y – Orlando Magic  | 42                 | 40                 | .512               | 18,0               | 25–16              | 17–24              | 9–6                | 82                 |
| Charlotte Hornets  | 39                 | 43                 | .476               | 21,0               | 25–16              | 14–27              | 10–5               | 82                 |
| Miami Heat         | 39                 | 43                 | .476               | 21,0               | 19–22              | 20–21              | 7–9                | 82                 |
| Wash. Wizards      | 32                 | 50                 | .390               | 28,0               | 22–19              | 10–31              | 7–9                | 82                 |
| Atlanta Hawks      | 29                 | 53                 | .354               | 31,0               | 17–24              | 12–29              | 6–10               | 82                 |

### Conference

#### Western Conference
| Western Conference | Western Conference      | Western Conference | Western Conference | Western Conference | Western Conference | Western Conference |
| #                  | Squadra                 | V                  | S                  | V%                 | PR                 | PG                 |
| ------------------ | ----------------------- | ------------------ | ------------------ | ------------------ | ------------------ | ------------------ |
| 1                  | c – G.S. Warriors       | 57                 | 25                 | .695               | –                  | 82                 |
| 2                  | y – Denver Nuggets      | 54                 | 28                 | .659               | 3,0                | 82                 |
| 3                  | x – Portland T. Blazers | 53                 | 29                 | .646               | 4,0                | 82                 |
| 4                  | y – Houston Rockets     | 53                 | 29                 | .646               | 4,0                | 82                 |
| 5                  | x – Utah Jazz           | 50                 | 32                 | .610               | 7,0                | 82                 |
| 6                  | x – Oklahoma Thunder    | 49                 | 33                 | .598               | 8,0                | 82                 |
| 7                  | x – San Antonio Spurs   | 48                 | 34                 | .585               | 9,0                | 82                 |
| 8                  | x – L.A. Clippers       | 48                 | 34                 | .585               | 9,0                | 82                 |
|                    |                         |                    |                    |                    |                    |                    |
| 9                  | Sacramento Kings        | 39                 | 43                 | .476               | 18,0               | 82                 |
| 10                 | L.A. Lakers             | 37                 | 45                 | .451               | 20,0               | 82                 |
| 11                 | Minnesota T'wolves      | 36                 | 46                 | .439               | 21,0               | 82                 |
| 12                 | Memphis Grizzlies       | 33                 | 49                 | .402               | 24,0               | 82                 |
| 13                 | N.O. Pelicans           | 33                 | 49                 | .402               | 24,0               | 82                 |
| 14                 | Dallas Mavericks        | 33                 | 49                 | .402               | 24,0               | 82                 |
| 15                 | Phoenix Suns            | 19                 | 63                 | .232               | 38,0               | 82                 |

#### Eastern Conference
| Eastern Conference | Eastern Conference     | Eastern Conference | Eastern Conference | Eastern Conference | Eastern Conference | Eastern Conference |
| #                  | Squadra                | V                  | S                  | V%                 | PR                 | PG                 |
| ------------------ | ---------------------- | ------------------ | ------------------ | ------------------ | ------------------ | ------------------ |
| 1                  | z – Milwaukee Bucks    | 60                 | 22                 | .732               | –                  | 82                 |
| 2                  | y – Toronto Raptors    | 58                 | 24                 | .707               | 2,0                | 82                 |
| 3                  | x – Philadelphia 76ers | 51                 | 31                 | .622               | 9,0                | 82                 |
| 4                  | x – Boston Celtics     | 49                 | 33                 | .598               | 11,0               | 82                 |
| 5                  | x – Indiana Pacers     | 48                 | 34                 | .585               | 12,0               | 82                 |
| 6                  | x – Brooklyn Nets      | 42                 | 40                 | .512               | 18,0               | 82                 |
| 7                  | y – Orlando Magic      | 42                 | 40                 | .512               | 18,0               | 82                 |
| 8                  | x – Detroit Pistons    | 41                 | 41                 | .500               | 19,0               | 82                 |
|                    |                        |                    |                    |                    |                    |                    |
| 9                  | Charlotte Hornets      | 39                 | 43                 | .476               | 21,0               | 82                 |
| 10                 | Miami Heat             | 39                 | 43                 | .476               | 21,0               | 82                 |
| 11                 | Wash. Wizards          | 32                 | 50                 | .390               | 28,0               | 82                 |
| 12                 | Atlanta Hawks          | 29                 | 53                 | .354               | 31,0               | 82                 |
| 13                 | Chicago Bulls          | 22                 | 60                 | .268               | 38,0               | 82                 |
| 14                 | Cleveland Cavaliers    | 19                 | 63                 | .232               | 41,0               | 82                 |
| 15                 | N.Y. Knicks            | 17                 | 65                 | .207               | 43,0               | 82                 |

## Statistiche

### Statistiche Individuali
| Categoria          | Giocatore             | Team               | Statistiche |
| ------------------ | --------------------- | ------------------ | ----------- |
| Punti              | James Harden          | Houston Rockets    | 36.1        |
| Rimbalzi           | Andre Drummond        | Detroit Pistons    | 15.6        |
| Assists            | Russell Westbrook     | Oklahoma Thunder   | 10.7        |
| Palle Rubate       | Paul George           | Oklahoma Thunder   | 2.21        |
| Stoppate           | Myles Turner          | Indiana Pacers     | 2.69        |
| Palle Perse        | James Harden          | Houston Rockets    | 5.0         |
| Falli              | Jaren Jackson Jr.     | Memphis Grizzlies  | 3.8         |
| Falli              | Karl-Anthony Towns    | Minnesota T'wolves | 3.8         |
| Minuti per partita | Bradley Beal          | Wash. Wizards      | 36.9        |
| Minuti per partita | Paul George           | Oklahoma Thunder   | 36.9        |
| FG%                | Rudy Gobert           | Utah Jazz          | 66.9%       |
| FT%                | Malcolm Brogdon       | Milwaukee Bucks    | 92.8%       |
| 3FG%               | Joe Harris            | Brooklyn Nets      | 47.4%       |
| Efficienza         | Giannīs Antetokounmpo | Milwaukee Bucks    | 30.9        |
| Doppie-doppie      | Andre Drummond        | Detroit Pistons    | 69          |
| Triple-doppie      | Russell Westbrook     | Oklahoma Thunder   | 34          |

### Record individuali per gara
| Categoria    | Giocatore          | Team               | Statistiche |
| ------------ | ------------------ | ------------------ | ----------- |
| Punti        | James Harden       | Houston Rockets    | 61          |
| Rimbalzi     | Karl-Anthony Towns | Minnesota T'wolves | 27          |
| Assists      | Russell Westbrook  | Oklahoma Thunder   | 24          |
| Palle Rubate | Kyrie Irving       | Boston Celtics     | 8           |
| Stoppate     | Hassan Whiteside   | Miami Heat         | 9           |
| Stoppate     | Mitchell Robinson  | N.Y. Knicks        | 9           |
| Tiri da Tre  | Klay Thompson      | G.S. Warriors      | 14          |

### Statistiche per squadra
| Categoria             | Team              | Statistiche |
| --------------------- | ----------------- | ----------- |
| Punti per gara        | Milwaukee Bucks   | 118.1       |
| Rimbalzi per gara     | Milwaukee Bucks   | 49.7        |
| Assists per gara      | G.S. Warriors     | 29.4        |
| Palle Rubate per gara | Oklahoma Thunder  | 9.3         |
| Stoppate per gara     | G.S. Warriors     | 6.4         |
| Palle Perse per gara  | Atlanta Hawks     | 16.6        |
| FG%                   | G.S. Warriors     | 49.1%       |
| FT%                   | San Antonio Spurs | 81.9%       |
| 3FG%                  | San Antonio Spurs | 39.2%       |
| +/−                   | Milwaukee Bucks   | +8.5        |

## Transazioni

### Ritiri
- Il 10 maggio 2018, Nick Collison ha annunciato il suo ritiro dall'NBA. Collison ha giocato tutte le sue quindici stagioni con i Seattle SuperSonics/Oklahoma City Thunder.[1]
- Il 25 maggio 2018, dopo aver giocato tredici stagioni NBA con 7 squadre diverse, Mo Williams ha annunciato il suo ritiro dall'NBA per diventare assistente allenatore all'università Cal State Northridge.[2]

### Cambi di panchina
| Off-season        | Off-season              | Off-season       |
| Squadra           | stagione 2017–18        | stagione 2018–19 |
| ----------------- | ----------------------- | ---------------- |
| Atlanta Hawks     | Mike Budenholzer        | Lloyd Pierce     |
| Charlotte Hornets | Steve Clifford          | James Borrego    |
| Detroit Pistons   | Stan Van Gundy          | Dwane Casey      |
| Milwaukee Bucks   | Joe Prunty (ad interim) | Mike Budenholzer |
| N.Y. Knicks       | Jeff Hornacek           | David Fizdale    |
| Orlando Magic     | Frank Vogel             | Steve Clifford   |
| Phoenix Suns      | Jay Triano (ad interim) | Igor Kokoškov    |
| Toronto Raptors   | Dwane Casey             | Nick Nurse       |

#### Off-season
- Il 12 aprile 2018, i New York Knicks hanno licenziato l'allenatore Jeff Hornacek dopo che la squadra non si è qualificata per i playoff.[3] Inoltre, è stato licenziato l'assistente Kurt Rambis.
- Il 12 aprile 2018, gli Orlando Magic hanno licenziato l'allenatore Frank Vogel dopo che la squadra non si è qualificata per i playoff.[4]
- Il 13 aprile 2018, gli Charlotte Hornets hanno licenziato l'allenatore Steve Clifford dopo che la squadra non si è qualificata per i playoff.[5]
- Il 25 aprile 2018, gli Atlanta Hawks e Mike Budenholzer hanno deciso di interrompere il loro rapporto lavorativo.[6]
- Il 1º maggio 2018, i Memphis Grizzlies hanno assunto J.B. Bickerstaff come nuovo allenatore della squadra.[7]
- Il 2 maggio 2018, i Phoenix Suns hanno assunto Igor Kokoškov come nuovo allenatore della squadra.[8]
- Il 7 maggio 2018, i New York Knicks hanno assunto David Fizdale come nuovo allenatore della squadra.[9]
- Il 7 maggio, i Detroit Pistons hanno licenziato l'allenatore Stan Van Gundy dopo che la squadra non si è qualificata per i playoff per la seconda stagione consecutiva.[10]
- Il 10 maggio 2018, gli Charlotte Hornets hanno assunto James Borrego come nuovo allenatore della squadra.[11]
- L'11 maggio 2018, i Toronto Raptors hanno licenziato l'allenatore Dwane Casey dopo aver perso 4-0 ai playoff contro Cleveland Cavaliers per la seconda volta consecutiva.[12]
- L'11 maggio 2018, gli Atlanta Hawks hanno assunto Lloyd Pierce come nuovo allenatore della squadra..[13]
- Il 17 maggio 2018, i Milwaukee Bucks hanno assunto Mike Budenholzer come nuovo allenatore della squadra.[14]
- Il 30 maggio 2018, gli Orlando Magic hanno assunto Steve Clifford come nuovo allenatore della squadra.[15]
- L'11 giugno 2018, i Detroit Pistons hanno assunto Dwane Casey come nuovo allenatore della squadra.[16]
- Il 14 giugno 2018, i Toronto Raptors hanno promosso l'assistente Nick Nurse come allenatore della squadra.[17]

## Arene
- È stata la stagione finale dei Golden State Warriors all'Oracle Arena a Oakland, prima di trasferirsi al nuovo Chase Center a San Francisco.[18]
- È stata la prima stagione dei Milwaukee Bucks nel nuovo Wisconsin Entertainment and Sports Center dopo aver giocato al Bradley Center dal 1988 al 2018.[19]
- Il 1º luglio 2018 lo stadio dei Toronto Raptors ha cambiato nome da Air Canada Centre a Scotiabank Arena.[20]

## Divise
- Il 6 giugno 2018, i Denver Nuggets hanno rivelato il nuovo logo e divise per la stagione 2018–19.[21][22]